# Daniel Levinson
Daniel J. Levinson, född 28 maj 1920 i New York, död 12 april 1994 i New Haven, Connecticut, var en amerikansk psykolog. Han är bland annat känd för att ha formulerat den så kallade stage-crisis view. År 1950 publicerade han tillsammans med Theodor Adorno, Else Frenkel-Brunswik och Nevitt Sanford boken The Authoritarian Personality.

## Biografi
Daniel Levinson föddes år 1920 i New York. År 1947 avlade han doktorsexamen vid University of California, Berkeley med en avhandling om etnocentrism. År 1950 inledde han forskning vid Harvard University och samarbetade med bland andra Erik Erikson, Robert White, Talcott Parsons, Gordon Allport och Alex Inkeles.
År 1966 fick Levinson en tjänst vid Yale University och forskade om vuxenlivets olika faser samt medelålderskrisen. Bland hans kolleger fanns hustrun Maria Levinson, Charlotte Darrow, Edward Klein och Braxton McKee.